# Haarextensies

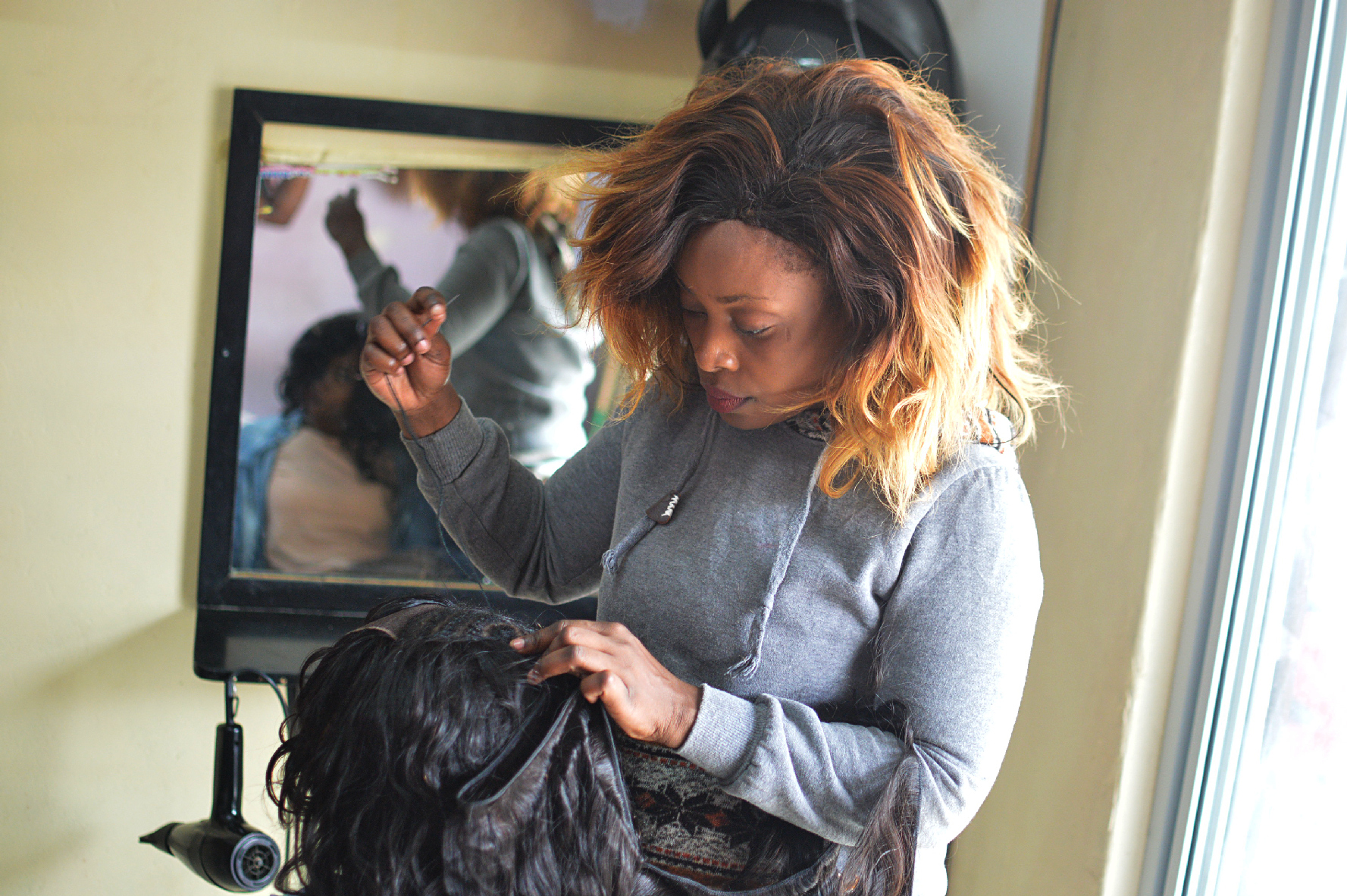
Haarextensies

Hairextensies, ook extensions of haarextensions genoemd, zijn haarverlengingen die aan de eigen haren worden gehecht. Hairextensies zijn er in vele vormen, afmetingen en onderscheiden zich door de aanhechtingen. 

## Wax- of keratine-extensies
De meest gebruikte extensies zijn wax- of keratine-extensies, een strengetje haar met een aanhechting van een polymeer. Deze aanhechting wordt in het haar gesmolten door middel van een warmteconnector of met behulp van geluidsgolven. De meeste wax-extensies worden gemaakt van menselijk haar. 

## Remy-haar
Remy-haar is haar dat bij de donor als staart wordt afgeschoren. Van deze afgeschoren staarten is het mogelijk om 100% remy-haar te maken. Kenmerkend voor dit haar is dat de haarschubben allen dezelfde kant op staan, de groeirichting van het haar is hetzelfde als het haar van de ontvanger die deze extensies wil gaan dragen. Wanneer de haren niet als staart afgeschoren werden, worden deze haren door middel van een zuurbad ontdaan van de haarschubben zodat deze geen negatieve invloed kunnen hebben op het haar van de toekomstige drager. Wanneer deze haarschubben niet verwijderd worden zal er veel klitvorming optreden. 

## Andere
Andere hairextensies worden door middel van een metalen of plastic ringetje vastgeknepen aan het haar. Dit kunnen ook strengen van haar zijn alsook matjes die ook wel wefts, weaves worden genoemd.  Wefts zijn bredere stoken van haar, variërend van 4 cm breed tot 27 cm breed. Deze wefts worden aan het haar bevestigd door deze in te vlechten, te bevestigen met microringetjes of waxjes. Tevens kunnen deze bevestigd worden door clipjes. Vaak worden deze matjes dan clip-ins genoemd. 
Onder clip-ins, ook wel clips, clipins, clips-in of clip-in’s genaamd, worden alle haarextensies samengevat die bevestigd worden met een clip, clips of haarklem. Diverse vormen en lengtes worden door de vele producten aangeboden. De meeste clip-ins worden gemaakt van synthetisch haar op basis van Kanekalon en Toyokalon. Deze clip-ins dienen als tijdelijke extensie of haarverlenging. Er kan niet mee geslapen of gedoucht worden.

## Herkomst van het haar
Het meeste haar voor hairextensions komt uit India waar vrouwen gedurende het leven het haar offeren bij de plaatselijke tempels. Dit gebeurt op vrijwillige basis en vanuit de overtuiging en het geloof in het karma. Na het offeren zijn de vrouwen weer rein. Het haar wordt door de tempels verkocht en voornamelijk in de VS, Italië en China verwerkt tot extensies.